# 마도나구

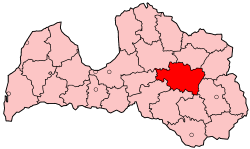
마도나 구의 위치

마도나구(라트비아어: Madonas rajons)는 라트비아 동부에 있던 구로 행정 중심지는 마도나이며 면적은 3,349.3km2, 인구는 44,306명(2002년 기준), 인구 밀도는 13.2명/km2이다. 4개 시와 20개 교구를 관할했으며 2009년에 실시된 행정 구역 개편에 따라 폐지되었다. 오그레 구와 레제크네 구, 체시스 구, 굴베네 구, 발비 구, 예캅필스 구, 프레일리 구, 아이스크라우클레 구와 인접해 있었다.